# 使徒聖腓力教堂

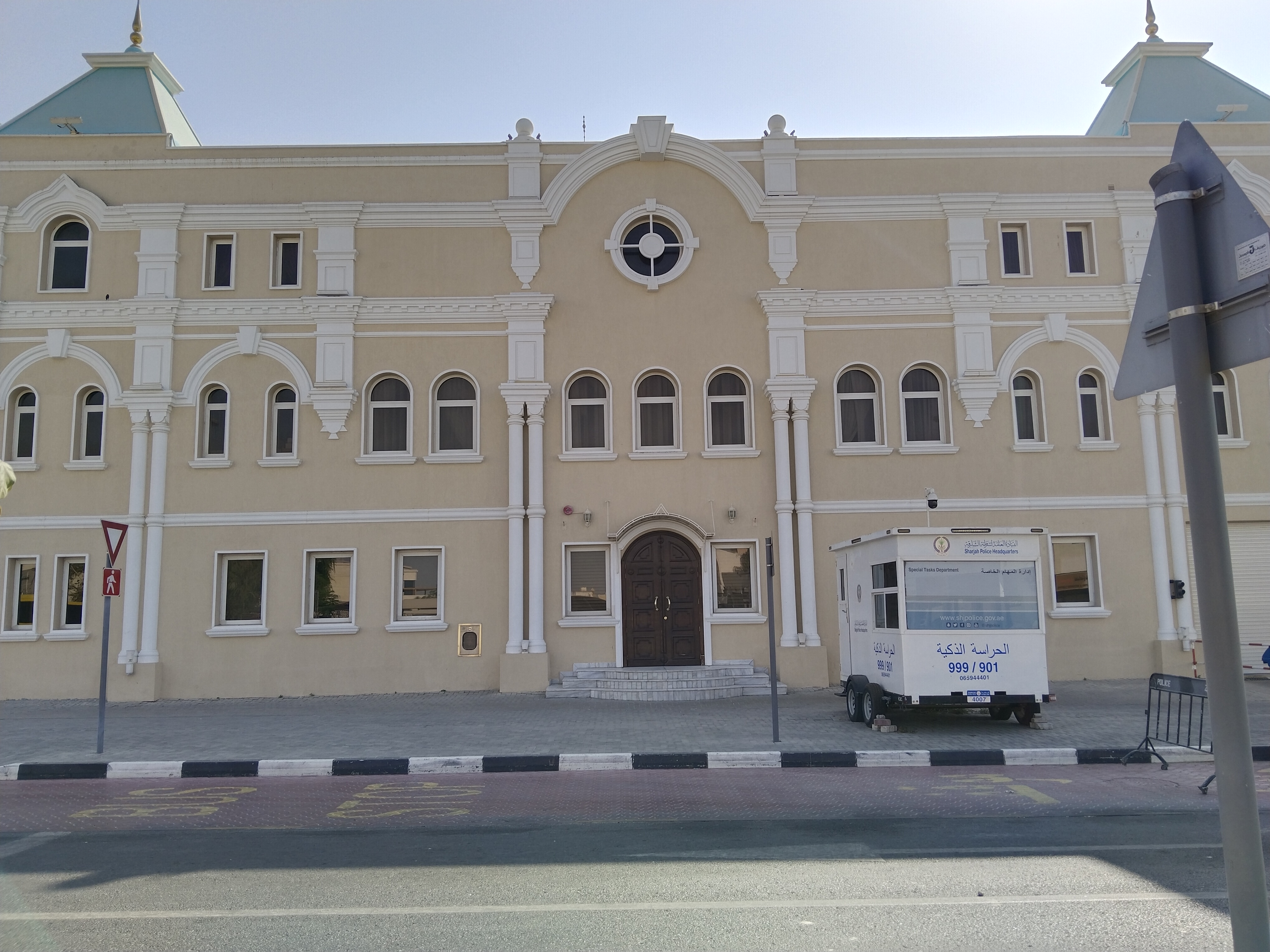
Front view of Russian Orthodox Church, Sharjah

25°21′00″N 55°24′15″E / 25.35000°N 55.40417°E
使徒聖腓力教堂（俄语：Це́рковь свято́го апо́стола Фили́ппа）是阿拉伯聯合大公國沙迦的一家東正教教堂，奉祀使徒聖腓力。是阿拉伯半島上第一所東正教堂，屬俄羅斯正教會。
教堂於2005年籌建，2007年獲准開工。教堂於2011年8月13日啟用。教堂面積1,800平方公尺，可容納20,000名信友，是阿聯酋最大的教堂。

## 外部連結
- 官方網址 （页面存档备份，存于）（俄文）